# Marcelo Velasco
Marcelo Velasco Loayza, noto semplicemente come Marcelo Velasco (5 febbraio 1998), è un calciatore boliviano, centrocampista dell'Univ. Sucre.

## Carriera

### Club
Ha giocato nella prima divisione boliviana.

### Nazionale
Ha giocato nella nazionale boliviana Under-17.
Con la nazionale Under-20 boliviana ha preso parte al Sudamericano Under-20 2017 disputando due incontri.